# Michel Nowak
Pour les articles homonymes, voir Nowak.
Michel Nowak, né le 30 juin 1962 à Bône, est un ancien judoka français. 

## Biographie
À la fin de sa carrière de compétiteur, il est devenu professeur de judo au COS Sartrouville. 

## Palmarès

### Jeux olympiques
- Jeux olympiques de 1984 à Los Angeles (États-Unis) :
  -  Médaille de bronze dans la catégorie des moins de 78 kg (poids Moyen).

### Championnats d'Europe
| Catégorie / Année    | 1981 | 1984 | 1985 |
| -------------------- | ---- | ---- | ---- |
| poids Moyen (-78 kg) | 5e   | 3e   | 3e   |

### Championnat de France
- Champion de France en 1980, 1981, 1982, 1984, 1985 et 1986
- 2ème en 1988 et 3ème en 1990

### Divers
- Par équipe :
  - Champion d'Europe par équipe en 1982, 1984, et 1986.
  - Vice-champion d'Europe par équipe en 1985.
- Tournoi :
  - 1 victoire au Tournoi de Paris en 1981.

- Grade: Ceinture Blanche-rouge 7e DAN (2013)[2].